# Tomasz Szczypiński
Tomasz Szczypiński (ur. 22 września 1953 w Krakowie) – polski polityk, matematyk, w latach 2001–2007 poseł na Sejm IV i V kadencji, były wiceprezydent Krakowa.

## Życiorys
Ukończył studia w Instytucie Matematyki Uniwersytetu Jagiellońskiego. Tam też uzyskał stopień naukowy doktora nauk matematycznych. Do 1992 był adiunktem w Zakładzie Zastosowań Matematyki Instytutu Informatyki UJ. Następnie prowadził działalność gospodarczą. W latach 1994–2001 pełnił funkcję prezydenta Izby Przemysłowo-Handlowej w Krakowie. Od 2004 jest profesorem Krakowskiej Szkoły Wyższej im. Andrzeja Frycza Modrzewskiego. Ukończył także studia podyplomowe z zakresu bankowości w Akademii Ekonomicznej w Krakowie.
W latach 1998–2001 pełnił funkcję zastępcy prezydenta Krakowa. Należał do Kongresu Liberalno-Demokratycznego, Unii Wolności, następnie przystąpił do Platformy Obywatelskiej, z ramienia której sprawował mandat posła na Sejm IV i V kadencji z okręgu krakowskiego. 13 stycznia 2006 został rzecznikiem ds. rozwoju regionalnego w gabinecie cieni PO. W wyborach parlamentarnych w 2007 otrzymał 5261 głosów i nie uzyskał ponownie mandatu. W 2008 wystąpił z PO.
W 2006 prokurator Prokuratury Okręgowej w Krakowie złożył wniosek o uchylenie immunitetu poselskiego Tomaszowi Szczypińskiemu w związku ze śledztwem toczącym się w sprawie zakupu przez miasto Kraków pod koniec lat 90. dwóch działek, w czasie gdy był on wiceprezydentem miasta. Zdaniem prokuratura skorzystanie przez miasto z prawa pierwokupu naraziło je na straty. Kilka lat po dokonaniu tej transakcji wojewoda małopolski stwierdził, iż działki te wywłaszczono w latach 40. bezprawnie i powinny być zwrócone poprzednim właścicielom.
Tomasz Szczypiński zrzekł się immunitetu, w 2007 prokurator przedstawił mu zarzuty m.in. niedopełnienia obowiązków i przekroczenia uprawnień w tej sprawie. W sprawie tej w 2016 sąd I instancji nieprawomocnie uznał go za winnego korupcji i niegospodarności w tym przyjęcia 120 tys. zł łapówki, skazując go m.in. na karę trzech lat i sześciu miesięcy pozbawienia wolności oraz na karę grzywny.

## Odznaczenia
W 2000 otrzymał Krzyż Kawalerski Orderu Odrodzenia Polski.